# Liste des présidents du Cap-Vert
Pour un article plus général, voir Président de la république du Cap-Vert.
Cet article dresse la liste des présidents de la république du Cap-Vert depuis son indépendance en 1975. 
Cinq personnes ont exercé la fonction depuis l'entrée en fonction du premier titulaire Aristides Pereira le 8 juillet 1975. L'actuel titulaire est José Maria Neves depuis le 9 novembre 2021, à la suite de sa victoire au premier tour lors de l'élection présidentielle du 17 octobre 2021.

## Liste des présidents
| N° | Portrait                     | Titulaire (Naissance-mort)               | Élection       | Mandat           | Mandat           | Mandat                     | Parti politique          | Parti politique       |
| N° | Portrait                     | Titulaire (Naissance-mort)               | Élection       | Début            | Fin              | Durée                      | Parti politique          | Parti politique       |
| -- | ---------------------------- | ---------------------------------------- | -------------- | ---------------- | ---------------- | -------------------------- | ------------------------ | --------------------- |
| 1  | Aristides Pereira            | Aristides Pereira (1923-2011)            | 1975 1981 1986 | 8 juillet 1975   | 22 mars 1991     | 15 ans, 8 mois et 14 jours |                          | PAIGC (jusqu'en 1981) |
| 1  | Aristides Pereira            | Aristides Pereira (1923-2011)            | 1975 1981 1986 | 8 juillet 1975   | 22 mars 1991     | 15 ans, 8 mois et 14 jours | PAICV (à partir de 1981) |                       |
| 2  | António Mascarenhas Monteiro | António Mascarenhas Monteiro (1944-2016) | 1991 1996      | 22 mars 1991     | 22 mars 2001     | 10 ans                     |                          | MpD                   |
| 3  | Pedro Pires                  | Pedro Pires (né en 1934)                 | 2001 2006      | 22 mars 2001     | 9 septembre 2011 | 10 ans, 5 mois et 18 jours |                          | PAICV                 |
| 4  | Jorge Carlos Fonseca         | Jorge Carlos Fonseca (né en 1950)        | 2011 2016      | 9 septembre 2011 | 9 novembre 2021  | 10 ans et 2 mois           |                          | MpD                   |
| 5  | José Maria Neves             | José Maria Neves (né en 1960)            | 2021           | 9 novembre 2021  | en cours         | 3 ans, 5 mois et 9 jours   |                          | PAICV                 |